# Bytholeucon
Bytholeucon är ett släkte av kräftdjur. Bytholeucon ingår i familjen Leuconidae.
Kladogram enligt Catalogue of Life:
| Bytholeucon | \| \| Bytholeucon hiscens \| \| \| \| \| \| Bytholeucon ultraabyssalis \| \| \| \| |
|             | \| \| Bytholeucon hiscens \| \| \| \| \| \| Bytholeucon ultraabyssalis \| \| \| \| |
|             | Alloeoleucon                                                                       |
|             |                                                                                    |
|             | Americuma                                                                          |
|             |                                                                                    |
|             | Austroleucon                                                                       |
|             |                                                                                    |
|             | Coricuma                                                                           |
|             |                                                                                    |
|             | Eudorella                                                                          |
|             |                                                                                    |
|             | Eudorellopsis                                                                      |
|             |                                                                                    |
|             | Hemileucon                                                                         |
|             |                                                                                    |
|             | Heteroleucon                                                                       |
|             |                                                                                    |
|             | Leucon                                                                             |
|             |                                                                                    |
|             | Nippoleucon                                                                        |
|             |                                                                                    |
|             | Ommatoleucon                                                                       |
|             |                                                                                    |
|             | Paraleucon                                                                         |
|             |                                                                                    |
|             | Pseudoleucon                                                                       |
|             |                                                                                    |
|             | Bytholeucon hiscens                                                                |
|             |                                                                                    |
|             | Bytholeucon ultraabyssalis                                                         |
|             |                                                                                    |

|  | Bytholeucon hiscens        |
|  |                            |
|  | Bytholeucon ultraabyssalis |
|  |                            |